# Henny van Geest
Hendrik (Henny) van Geest (19 januari 1927 – 29 mei 2006) was een Nederlands politicus van de CHU en later het CDA.
Hij werd in augustus 1974 de burgemeester van de gemeenten Abbenbroek, Oudenhoorn en Zuidland als opvolger van N.P. Kremer die burgemeester van Bodegraven was geworden. Op 1 januari 1980 fuseerden deze drie met delen van de gemeenten Heenvliet en Geervliet tot de nieuwe gemeente Bernisse waarvan Van Geest de burgemeester werd. In februari 1992 ging hij met pensioen en midden 2006 overleed hij op 79-jarige leeftijd. In Zuidland is een straat naar hem vernoemd.